# Bartłomiej Oleś

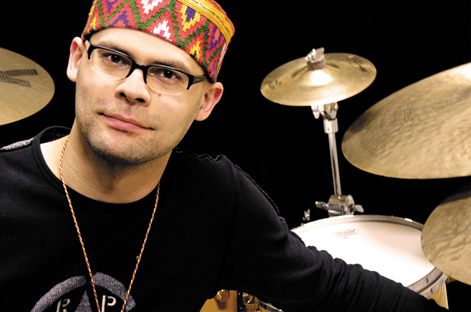
Bartłomiej Oleś (2006)

Bartłomiej Oleś (* 1973 in Sosnowiec) ist ein polnischer Schlagzeuger, Komponist und Produzent. Er ist der Zwillingsbruder des Kontrabassisten Marcin Oleś. Beide gehören zu den profiliertesten jüngeren Jazzmusikern in Polen.

## Leben
Bartłomiej Oleś studierte Schlagzeug und Vibraphon an der Musikhochschule in Lodz. Zusammen mit seinem Bruder sind inzwischen eine ganze Reihe CD-Aufnahmen mit internationalen Protagonisten des Free Jazz erschienen, z. B.: David Murray, Herb Robertson, Kenny Werner, Theo Jörgensmann, Ken Vandermark, Chris Speed und Simon Nabatov.
Bartłomiej Oleś ist künstlerischer Leiter und Produzent des polnischen Jazzlabels fenommedia.

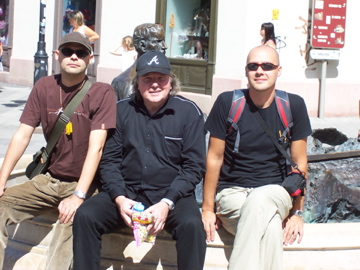
Bartłomiej Oleś, Theo Jörgensmann, Marcin Oleś in Győr, 5. September 2006

Seit 2003 spielt er im Trio Oles Jörgensmann Oles mit seinem Bruder Marcin und dem deutschen Klarinettisten Theo Jörgensmann. Ihre CD Directions wurde vom polnischen Internet-Jazzmagazine Diapazon zum "The Best Album of the Year 2005" gewählt.

## Diskographie (Auswahl)
- Oleś Brothers & Dominik Strycharski: Koptycus (Audio Cave 2022)
- Bartlomiej Oles Shadows mit Kenny Werner, Marcin Oles (2006)
- Marcin Oles Walk Songs mit Chris Speed, Simon Nabatov (2006)
- Oles Trzaska Oles + Jean-Luc Cappozzo Suite for Trio + (2005)
- Oles Jörgensmann Oles Directions (2005)
- Marcin Oles  Chamber Quintet mit Erik Friedlander, Michael Rabinowitz, Emanuelle Somer. (2005)
- Ken Vandermark feat. Oles Brothers Ideas (2005)
- Trio Abstract Trio Abstract mit Andrzej Przybielski (2005)
- Oles Murray Oles Live in Cracow (2003)
- Contemporary Quartet Contemporary Quartet mit Mircea Tiberian, Rudi Mahall (2002)
- Oles Trzaska Oles Micro music (2002)
- Oles Pieronczyk Oles Gray Days (2001)
- Custom Trio + Andrzej Przybielski Free Bop (2000)
- Custom Trio Mr. Nobody (1999)

## Auszeichnungen
- 2. Preis beim internationalen Wettbewerb Jazz Juniors 99 in Krakau für seine Band Custom Trio (1999)
- Förderpreis des Schlesischen Ministerium für Kultur